# Christopher Boyce

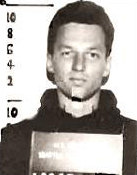
Christopher Boyce

Christopher Boyce (Santa Monica, Californië, 16 februari 1953) was een Amerikaans spion. Hij is met name bekend geworden door het feit dat hij geheime documenten aan de Russen doorgespeeld heeft. In 1977 werd hij hiervoor tot een gevangenisstraf van 40 jaar veroordeeld.
De ouders van Christopher Boyce waren Charles Boyce, een voormalig FBI-agent, die als beveiligingsmanager in de vliegtuigindustrie werkte en Noreen Boyce. Noreen was overtuigd katholiek, en dus tegen anticonceptie. Christopher was de oudste van 9 kinderen.
Zijn middelbareschooltijd doorliep Boyce vlekkeloos, maar daarna ging het mis. Drie keer startte hij op een college, om er vervolgens zonder resultaat weer mee te stoppen. Zijn vader hielp hem aan werk bij TRW Defense and Space Systems Group, een bedrijf dat zich bezighield met de spionagesatellieten van de VS.
Het is in de tijd van de Vietnam-oorlog, Boyce had weinig op met zijn regering. Door de opschepperige gruwelverhalen van een collega die in Vietnam gediend had kwam hij steeds meer tot de overtuiging dat de VS geen haar beter waren dan welke oude supermacht ook. Boyce kwam er door zijn werk achter dat de VS Australië niet de informatie gaf waar ze volgens een overeenkomst recht op hadden, waar mogelijk werd informatie achtergehouden. Australië was een oude bondgenoot, maar de CIA infiltreerde in de Australische vakbonden, en Boyce hoorde hoe er openlijk gesproken werd over de mogelijkheden om de linkse Australische premier Gough Whitlam (die wilde terugtrekken uit Vietnam) ten val te brengen. Het ontslag van Whitlam door Sir John Kerr, the gouverneur-generaal van Australië, zou volgens Boyce mede door de CIA ingezet zijn.
Deze houding ten opzichte van een bondgenoot en partner was een van de belangrijkste redenen dat Boyce besloot geheime informatie over spionagesatellieten aan de Sovjet-Unie te verkopen. Met zijn kennis naar de pers gaan leek hem zinloos, de onthullingen van de betrokkenheid van de CIA bij de val van Allende hadden immers ook niets opgeleverd. Als 21-jarige zag Boyce alles volgens eigen zeggen sterk zwart-wit, hij vond dat zijn regering hem verraden had, hij vond zichzelf een anti-Amerikaan. Maar volgens zijn eigen woorden speelde net zo hard het spannende karakter van de actie mee, hij zocht naar uitdagingen, naar spanning om de eentonigheid van het dagelijkse leven te kunnen doorbreken.
Een oude schoolvriend van hem, Andrew Daulton Lee, deed dienst als koerier. Lee bracht de geheime informatie naar de Russische ambassade in Mexico. Twee jaar lang duurt dit, voordat Lee met een microfilm op zak in Mexico-Stad opgepakt werd. Lee werd gemarteld en bekende alles. Kort daarop werd ook Boyce opgepakt. Boyce werd veroordeeld tot 40 jaar cel.
In 1979 is het spionageverhaal beschreven in het boek “The Falcon and the Snowman” van Robert Lindsey.
In 1980 vluchtte Boyce uit de gevangenis, geïnspireerd door Escape from Alcatraz legt hij een papier-maché pop op zijn bed, zodat hij de tijd kreeg om weg te komen. Ruim anderhalf jaar was hij voortvluchtig, leefde hij eerst van wat de natuur te bieden heeft en later van bankovervallen. Hij nam vlieglessen als voorbereiding om het land uit te komen, maar na anderhalf jaar werd hij weer opgepakt en kreeg nog een veroordeling van 25 jaar extra.

Ook dit is door Robert Lindsey beschreven, in “The Flight of the Falcon”.
Christopher Boyce kwam op 15 maart 2003 vrij, en hij leeft ver van de publiciteit. Met de Amerikaanse pers praatte hij al nooit, alleen aan een Australische journalist heeft hij ooit een interview gegeven.